# Mangkalaya
Mangkalaya is een bestuurslaag in het regentschap Sukabumi van de provincie West-Java, Indonesië. Mangkalaya telt 4944 inwoners (volkstelling 2010).